# Котівська сільська рада (Бережанський район)
Ко́тівська сільська́ ра́да — адміністративно-територіальна одиниця та орган місцевого самоврядування в Бережанському районі Тернопільської області до 10 серпня 2017. Адміністративний центр — село Котів.

## Загальні відомості
- Територія ради: 13,257 км²
- Населення ради: 563 особи (станом на 2001 рік)
- Територією ради протікає річка Золота Липа

## Населені пункти
Сільській раді були підпорядковані населені пункти:
- с. Котів
- с. Молохів

## Склад ради
Рада складалася з 12 депутатів та голови.
- Голова ради: Осадца Іван Іванович
- Секретар ради: Василишин Леся Григорівна

### Керівний склад попередніх скликань
| Прізвище, ім'я, по батькові | Основні відомості                                                                     | Дата обрання | Дата звільнення |
| --------------------------- | ------------------------------------------------------------------------------------- | ------------ | --------------- |
| Зімайло Оксана Богданівна   | Сільський голова, 1968 року народження, член Всеукраїнського об'єднання «Батьківщина» | 26.03.2006   | 31.10.2010      |
| Осадца Іван Іванович        | Сільський голова, 1961 року народження, освіта вища, позапартійна                     | 31.10.2010   |                 |

Примітка: таблиця складена за даними сайту Верховної Ради України

### Депутати
За результатами місцевих виборів 2010 року депутатами ради стали:

#### За суб'єктами висування
| Суб'єкт висування | Кількість обраних депутатів | %   |
| ----------------- | --------------------------- | --- |
| Самовисування     | 12                          | 100 |

#### За округами
| № округу | Прізвище, ім'я, по батькові    | Дата визнання обраним | Освіта             | Партійна приналежність | Відомості про обраного депутата                                              |
| -------- | ------------------------------ | --------------------- | ------------------ | ---------------------- | ---------------------------------------------------------------------------- |
| 1        | Смерека Ольга Мирославівна     | 02.11.2010            | середня спеціальна | позапартійна           | Котівський фельдшерсько-акушерський пункт, санітарка                         |
| 2        | Пилипишин Ігор Володимирович   | 04.02.2013            | незакінчена вища   | позапартійний          | Бережанський агротехнічний інститут, студент                                 |
| 3        | Щур Григорій Степанович        | 02.11.2010            | середня спеціальна | позапартійний          | тимчасово не працює                                                          |
| 4        | Мартинишин Андрій Теодозійович | 02.11.2010            | незакінчена вища   | позапартійний          | Львівський національний університет ім. І. Франка, студент                   |
| 5        | Соловей Володимир Іванович     | 12.12.2011            | середня спеціальна | позапартійний          | тимчасово не працює                                                          |
| 6        | Василишин Леся Григорівна      | 02.11.2010            | вища               | позапартійна           | тимчасово не працює                                                          |
| 7        | Олексюк Василь Михайлович      | 12.12.2011            | незакінчена вища   | позапартійний          | Львівський національний університет ім. І.Франка, студент                    |
| 8        | Худий Богдан Ігорович          | 15.06.2014            | незакінчена вища   | позапартійний          | Тернопільський національний університет імені В.Гнатюка, студент             |
| 9        | Семенець Богдан Іванович       | 04.02.2013            | незакінчена вища   | позапартійний          | Тернопільський національний педагогічний університет ім. В. Гнатюка, студент |
| 10       | Зімайло Дмитро Григорович      | 04.02.2013            | незакінчена вища   | позапартійний          | Кременчуцький педагогічний інститут, студент                                 |
| 11       | Баглай Тарас Григорович        | 12.12.2011            | незакінчена вища   | позапартійний          | Бережанський агротехнічний інститут, сьудент                                 |
| 12       | Мазуркевич Василь Романович    | 02.11.2010            | середня спеціальна | позапартійний          | тимчасово не працює                                                          |